# Liste der Bodendenkmale in Bienenbüttel
In der Liste der Bodendenkmale in Bienenbüttel sind alle Bodendenkmale der niedersächsischen Gemeinde Bienenbüttel aufgelistet. Die Quelle ist der Denkmalatlas Niedersachsen. Der Stand der Liste ist der 8. August 2024.

## Allgemein
In den Spalten finden sich folgende Informationen des Bodendenkmales :
- Lage        : geographische Koordinaten
- Bezeichnung : Bezeichnung lt. Denkmalatlas
- Beschreibung: Beschreibung lt. Denkmalatlas
- ID          : Objekt-ID
- Bild        : Bild, ggf. zusätzlich mit Link zu weiteren Fotos im Medienarchiv Wikimedia Commons.
- Kursive Ortsnamen: dieser Eintrag liegt auf Gemeindegebiet und ist einer Nachbargemeinde zugeordnet.

## Deutsch Evern
| Lage                         | Bezeichnung                  | Beschreibung | ID       | Bild |
| ---------------------------- | ---------------------------- | ------------ | -------- | ---- |
| 53° 10′ 34″ N, 10° 27′ 56″ O | Deutsch Evern 89, Stauanlage |              | 28935527 | BW   |

## Bargdorf
| Lage                        | Bezeichnung                           | Beschreibung | ID       | Bild |
| --------------------------- | ------------------------------------- | --- | -------- | ---- |
| 53° 6′ 35″ N, 10° 29′ 8″ O  | Bargdorf 3, Grabhügel                 | Hochkuppig, deutlich abgesetzt, Durchmesser ca. 26 Meter und Höhe ca. 2-2,5 Meter. Flache Delle, Rand durch Weg leicht angeschnitten. | 32205708 | BW   |
| 53° 6′ 34″ N, 10° 29′ 6″ O  | Bargdorf 7, Grabhügel                 | Durchmesser ca. 16 Meter und Höhe ca. 1,00 Meter, überpflügt. Westhälfte alt abgegraben. | 32207412 | BW   |
| 53° 6′ 33″ N, 10° 29′ 7″ O  | Bargdorf 8, Grabhügel                 | Durchmesser ca. 17 Meter und Höhe ca. 1,20 Meter, in der Mitte früher ausgegraben, tiefe Delle. | 32207671 | BW   |
| 53° 6′ 20″ N, 10° 29′ 53″ O | Bargdorf 10, Grabhügel (Großen Heide) | Markante Kuppe, Durchmesser ca. 19 Meter und Höhe ca. 1,80 Meter, überpflügt, sonst gut erhalten. | 32205414 | BW   |
| 53° 6′ 23″ N, 10° 30′ 6″ O  | Bargdorf 11, Grabhügel                | Vor 1960 bereits stark durchwühlt, Durchmesser ca. 15,00 Meter und Höhe ca. 1,25 Meter. Heute ein Teil der West-Seite für Bau einer Garage abgegraben. Nord-Seite von Weg bzw. Grundstückszaun abgeschnitten, zahlreiche Steine, wahrscheinlich von den Eingrabungen stammend, aufgeschichtet. | 32206929 | BW   |
| 53° 6′ 54″ N, 10° 30′ 13″ O | Bargdorf 12, Grabhügel                | Flach gewölbt, Durchmesser ca. 8 Meter und Höhe ca. 0,40 Meter, Graben zwischen Weg und Birkenknick schneidet tief ein, Weg führt über den Hügel. | 32206930 | BW   |
| 53° 6′ 53″ N, 10° 30′ 13″ O | Bargdorf 13, Grabhügel                | Oval, O-W gerichtet, L. 8 m, H. 0,40 m, Br. 6 m, am O-Rand von Graben geschnitten, Weg läuft über den Hügel. | 32206931 | BW   |
| 53° 6′ 51″ N, 10° 30′ 13″ O | Bargdorf 14, Grabhügel                | Flach gewölbt, rund, Durchmesser ca. 10 Meter und Höhe ca. 0,40 Meter, Oberfläche durchwühlt. | 32205209 | BW   |
| 53° 6′ 54″ N, 10° 30′ 12″ O | Bargdorf 15, Grabhügel                | Flach gewölbt, annähernd rund, Durchmesser ca. 6 Meter und Höhe von ca. 0,30 Meter. | 32205210 | BW   |
| 53° 6′ 47″ N, 10° 31′ 17″ O | Bargdorf 23, Grabhügel                | Flachgewölbt, Rund, Durchmesser ca. 12 Meter und Höhe ca. 0,50 Meter. Oberfläche unregelmäßig, Rand flach auslaufend. | 32205211 | BW   |

## Beverbeck
| Lage                        | Bezeichnung                                  | Beschreibung | ID       | Bild |
| --------------------------- | -------------------------------------------- | --- | -------- | ---- |
| 53° 7′ 13″ N, 10° 24′ 1″ O  | Beverbeck 1, Grabhügel                       | Kräftig gewölbt, Rund, Durchmesser ca. 17 Meter und Höhe ca. 1,35 m – 1,70 Meter, an der Oberfläche stark gestört durch Raubgrabungen. Von Osten her Suchgraben zur Hügelmitte. | 32207672 | BW   |
| 53° 7′ 13″ N, 10° 24′ 2″ O  | Beverbeck 2, Grabhügel                       | Sanft gewölbt, Rund, Durchmesser ca. 11 Meter und Höhe ca. 0,50 Meter mit einem Kopfstich: große Delle. | 32207767 | BW   |
| 53° 7′ 12″ N, 10° 24′ 2″ O  | Beverbeck 3, Grabhügel                       | Kräftig gewölbt, markant, Rund, Durchmesser ca. 18 Meter und Höhe von ca. 1,50 Meter, Oberfläche unregelmäßig. | 32207901 | BW   |
| 53° 7′ 12″ N, 10° 24′ 3″ O  | Beverbeck 4, Grabhügel                       | Klein, linsenförmig, Durchmesser ca. 10 Meter und Höhe ca. 0,30 Meter, an beiden Seiten (Osten und Westen) durch Wegespuren etwas angeschnitten, sonst anscheinend unversehrt. | 32207902 | BW   |
| 53° 7′ 12″ N, 10° 24′ 4″ O  | Beverbeck 5, Wegespuren (Rothenbruchs)       | Wegespurenfächer in Richtung NW-SO, NNW-SSO und N-S, im Süden zusammenlaufend. Auf etwa ca. 50 m Breite mehrere verschieden tiefe markante Wegrinnen, z.T. bis etwa 1 m tief. | 32205575 | BW   |
| 53° 6′ 50″ N, 10° 23′ 45″ O | Beverbeck 7, Grabhügel                       | Flachgewölbt, Durchmesser ca. 9 Meter und Höhe ca. 0,40 Meter. | 32205415 | BW   |
| 53° 7′ 6″ N, 10° 24′ 5″ O   | Beverbeck 9, Grabhügel                       | Flachgewölbt, Durchmesser ca. 12,00 Meter und Höhe ca. 0,60 Meter, von Wegespuren überschnitten. | 32205362 | BW   |
| 53° 7′ 10″ N, 10° 24′ 6″ O  | Beverbeck 11, Grabhügel                      | Rund, überpflügt, Durchmesser ca. 16 Meter und Höhe ca. 1,8 Meter. | 32205456 | BW   |
| 53° 7′ 14″ N, 10° 24′ 6″ O  | Beverbeck 12, Grabhügel                      | Beschädigt, flachgewölbt, Dm. ca. 9,00 m, H. ca. 0,30 m, O- und W-Rand durch Wegerinnen abgetragen. Kaninchenbau. | 32205457 | BW   |
| 53° 7′ 16″ N, 10° 24′ 10″ O | Beverbeck 14, Grabhügel                      | Kräftig gewölbt, Rund,,gut abgesetzt, Durchmesser ca. 14 Meter und Höhe ca. 1,20 m, Kopfstich, große, tiefe Mulde, von Pflanzspuren überzogen. | 32205841 | BW   |
| 53° 7′ 16″ N, 10° 24′ 9″ O  | Beverbeck 15, Grabhügel                      | Kräftig gewölbt, Rund, Durchmesser ca. 15 Meter und Höhe ca. 1,50 Meter, Kopfstich: große flache Mulde. | 32205842 | BW   |
| 53° 7′ 13″ N, 10° 24′ 15″ O | Beverbeck 16, Grabhügel                      | Flachgewölbt, rund, Durchmesser ca. 12 Meter und Höhe 1,00 Meter, in der Mitte flache Mulde, am Rand der Mulde 1 größerer Findling mit eingemeißelter Rinne. Einige Feldsteine im Umkreis.                                                                                          | 32205843 | BW   |
| 53° 7′ 15″ N, 10° 24′ 22″ O | Beverbeck 17, Grabhügel                      | Durchmesser ca. 13 Meter und Höhe bis 1,00 Meter, kreuzweise durchschnitten von 2 Suchgräben. Hügelmitte ausgehoben, die stehengebliebenen Erdquadranten durch Aushub etwas überhöht.                                                                                               | 32207223 | BW   |
| 53° 7′ 9″ N, 10° 24′ 17″ O  | Beverbeck 18, Grabhügel                      | Flachgewölbt, Rund, Durchmesser ca. 10,00 Meter und Höhe ca. 1,00 Meter. Einige Eintiefungen. | 32206206 | BW   |
| 53° 7′ 6″ N, 10° 24′ 17″ O  | Beverbeck 19, Grabhügel                      | Flachgewölbt, lang, (Ost-West gerichtet), Länge ca. 18 Meter, Breite ca. 13 Meter und Höhe ca. 1,00 Meter, an der Oberfläche abgeflacht; einige Tierbaue. | 32208030 | BW   |
| 53° 7′ 7″ N, 10° 24′ 15″ O  | Beverbeck 20, Grabhügel                      | Kräftig gewölbt, Rund, Durchmesser ca. 17 Meter und Höhe ca. 1,70 Meter. Mehrere Löcher ausgehoben; einige Tierbaue. | 32208031 | BW   |
| 53° 7′ 7″ N, 10° 24′ 14″ O  | Beverbeck 21, Grabhügel                      | Kräftig gewölbt, Rund, Kuppe abgeflacht, Durchmesser ca. 15 Meter und Höhe ca. 1,20 Meter, Oberfläche unregelmäßig, viele große Löcher, in denen wahrscheinlich Findlinge gestanden haben, etwa 12 Findlinge in unmittelbarer Nähe am Waldrand.                                     | 32208032 | BW   |
| 53° 7′ 6″ N, 10° 24′ 12″ O  | Beverbeck 22, Grabhügel                      | Gewölbt, Rund, Durchmesser ca. 13 Meter und Höhe ca. 1,20 Meter, Fuchsbau; Kuppe etwas eingesunken. | 32208292 | BW   |
| 53° 7′ 5″ N, 10° 25′ 25″ O  | Beverbeck 24, Grabhügel                      | Teilweise ausgegraben, ehemaliger Durchmesser ca. 22,00 Meter, Höhe nicht feststellbar. Nur Reste vom Hügelfuß vorhanden, von Weg überzogen, westlich des Weges ein kleiner Abschnitt erkennbar.                                                                                    | 32208293 | BW   |
| 53° 7′ 4″ N, 10° 25′ 26″ O  | Beverbeck 25, Grabhügel                      | Ehemals kräftig gewölbt, Durchmesser ca. 13 Meter und Höhe ca. 1,20 – 1,70 Meter. Oberfläche durch Ausgrabung stark deformiert. | 32208294 | BW   |
| 53° 7′ 3″ N, 10° 25′ 25″ O  | Beverbeck 27, Grabhügel                      | Rest, kreisförmige Grabung um die Hügelkuppe, in der Mitte ein Kern von einem Durchmesser von ca. 8 Meter erhalten, die Höhe von noch 1,3 Meter, von Osten stark angegraben, wieder verwachsen.                                                                                     | 32208673 | BW   |
| 53° 7′ 3″ N, 10° 25′ 26″ O  | Beverbeck 28, Grabhügel                      | Klein, flachgewölbt, Rund, 12 Meter Durchmesser und noch 0,30 Meter Höhe. 1984 auf ca. 15 m auseinandergerissen und wies zwei Vertiefungen auf. Im Resthügel ist dennoch mit wichtigen archäologischen Befunden und Funden zu rechnen.                                              | 32208767 | BW   |
| 53° 6′ 59″ N, 10° 25′ 26″ O | Beverbeck 31, Grabhügel                      | Kräftig gewölbt, Rund, Durchmesser ca. 14 Meter und Höhe von ca. 1,40 Meter und einem Kopfstich. | 32208784 | BW   |
| 53° 6′ 59″ N, 10° 25′ 25″ O | Beverbeck 35, Grabhügel                      | Um 1960 flachgewölbt, Rund, Durchmesser ca. 13,00 Meter und Höhe von ca. 0,30 Meter, wahrscheinlich raubgegraben. 1984 nur noch ein Rest zwischen Feld und geteertem Wirtschaftsweg erhalten; in diesem ist weiterhin mit wichtigen archäologischen Befunden und Funden zu rechnen. | 32208785 | BW   |
| 53° 6′ 57″ N, 10° 25′ 26″ O | Beverbeck 36, Grabhügel                      | | 32208786 | BW   |
| 53° 6′ 58″ N, 10° 25′ 27″ O | Beverbeck 37, Grabhügel (Auf dem Mönchsberg) | Nur noch Außenring erhalten, Durchmesser ca. 16 Meter, Höhe nicht feststellbar. | 32207202 | BW   |
| 53° 6′ 56″ N, 10° 25′ 27″ O | Beverbeck 38, Grabhügel (Auf dem Mönchsberg) | Zergrabener Hügel, ehemaliger Durchmesser ca. 15,00 Meter und Höhe bis zu 0,80 Meter. | 32207203 | BW   |
| 53° 6′ 52″ N, 10° 25′ 32″ O | Beverbeck 39, Grabhügel                      | Rest, Durchmesser ca. 17 Meter und Höhe ca. 0,80 Meter, Oberfläche abgegraben, große Löcher, aus denen Steine geborgen und am Ort zerschlagen wurden, Bruchsplitter. | 32205416 | BW   |
| 53° 7′ 13″ N, 10° 23′ 58″ O | Beverbeck 45, Wegespuren (Rothenbruchs)      | Mindestens 9, z. T. bis 0,40 m tiefe Wegerinnen in Richtung Nordost-Südwest. | 32205574 | BW   |
| 53° 6′ 46″ N, 10° 23′ 29″ O | Beverbeck 47, Grabhügel                      | klein, flach gewölbt, Rund, deutlich abgesetzt, Durchmesser ca. 9 Meter und Höhe ca. 0,6 Meter. Am nördlichen Hügelfuß drei eimergroße Steine. | 32203747 | BW   |
| 53° 6′ 39″ N, 10° 22′ 59″ O | Beverbeck 51, Grabhügel                      | Kleiner, deutlich abgesetzt, Rund, Durchmesser ca. 9 Meter und Höhe ca. 0,7 Meter. Hügelmitte dellenartig eingetieft (Kopfstich ?). Auf der Oberfläche und am Hügelfuß zahlreiche plattige Steine, wahrscheinlich dem Kopfstich stammend.                                           | 32203144 | BW   |
| 53° 7′ 5″ N, 10° 24′ 18″ O  | Beverbeck 54, Grabhügel                      | Rund, Durchmesser ca. 16 Meter und Höhe ca. 1,0 Meter. | 32204909 | BW   |

## Bornsen
| Lage                        | Bezeichnung                      | Beschreibung | ID       | Bild |
| --------------------------- | -------------------------------- | --- | -------- | ---- |
| 53° 5′ 10″ N, 10° 25′ 17″ O | Bornsen 1, Großsteingrab         | Laut Sprockhoff 1975 (Aufnahme 1967) „Hünenbett in Richtung Nordwest-Südost. Das Grab ist stark zerstört. So besitzt die nördliche noch vier, die südl. noch acht Umfassungssteine, allerdings nicht sämtlich mehr in situ. Von der Kammer sind zwei mächtige Decksteine zu sehen, zwei Träger der südl. Langwand sind in situ und einer der nördl. Der Erddamm besitzt im Bereich der Kammer noch eine beachtliche Höhe von 1,5 m“. | 32205204 |      |
| 53° 6′ 21″ N, 10° 25′ 28″ O | Bornsen 6, Grabhügel             | Rund, Durchmesser ca. 28 Meter und Höhe ca. 2,70 Meter, zentrale Eingrabung durchschneidet fast den gesamten Hügel. | 32205790 | BW   |
| 53° 6′ 28″ N, 10° 25′ 42″ O | Bornsen 9, Grabhügel             | Durchmesser ca. 7 Meter und Höhe ca. 0,70 Meter mit erhaltenem Steinkranz. | 32206207 | BW   |
| 53° 6′ 19″ N, 10° 25′ 16″ O | Bornsen 14, Großsteingrab        | Laut E. Sprockhoff ein „Hünenbett in ungefähr ostwestlicher Richtung von 35 m Länge und 5 m Breite. Das Denkmal ist seiner sämtlichen Steine beraubt, wovon tiefe Löcher, auch an der Stelle der Kammer im Ostteil des Erddammes zeugen, der mit 1 m Höhe jedoch noch von stattlicher Erscheinung ist“. Die Ausrichtung des Erddammes ist SW-NO. Der Wall ist heute zerklüftet, ein Findling befindet sich im NNO, ein zersprengter Findling auf dem Erddamm.                                                                                          | 32204005 |      |
| 53° 6′ 21″ N, 10° 25′ 24″ O | Bornsen 15, Großsteingrab        | Deutlich abgesetzte NO-SW verlaufende Grabanlage. Der „Wächterstein“ im Westen des Südwest-Endes ist vermutlich in situ; an der West-Seite steht außerdem ein Findling der äußeren Begrenzung in situ, leich nach außen geneigt. | 32204768 | BW   |
| 53° 6′ 21″ N, 10° 25′ 26″ O | Bornsen 16, Grabhügel            | Rund, Durchmesser ca. 8 Meter und Höhe ca. 0,5 – 0,6 Meter. Oberfläche ungestört, die Nordwest- und Nordost-Enden vermutlich durch Stubbenentnahme angeschnitten, deutlich abgesetzt. | 28991803 | BW   |
| 53° 6′ 26″ N, 10° 25′ 19″ O | Bornsen 17, Wegesperre           | In Richtung WNW-OSO verlaufender Graben. Länge ca. 120 m; auf ca. 80 m Länge sehr gut erhalten. Im westl. Bereich allmählich schmaler werdend und auslaufend. Im östl. Bereich im Profil annähernd Form eines Spitzgrabens. Obere lichte Breite bis 9,5 m; die Hangflächen sind steil geböscht. Grabentiefe bis 1,8 m; Grabensohlenbreite bis 1, 5 m; die Grabensohle ist mit Rodungsgeäst und Baumstämmen verfüllt. Es handelt sich um einen Sperrgraben, der in Zusammenhang mit dem älteren Braunschweiger Frachtweg der hier entlangführte, steht. | 32205838 | BW   |
| 53° 6′ 24″ N, 10° 25′ 22″ O | Bornsen 17, Landwehr (Teilstück) | | 38186124 | BW   |

## Edendorf
| Lage                        | Bezeichnung                | Beschreibung | ID       | Bild |
| --------------------------- | -------------------------- | --- | -------- | ---- |
| 53° 8′ 24″ N, 10° 34′ 37″ O | Edendorf 5, Grabhügel      | Flach, rund, breitgewölbte Kuppe mit unebenmäßig auslaufendem Rand, Dm. 10,00 m, H. ca. 0,40 m. Mit flachen Pflanzfurchen überzogen. | 32208768 | BW   |
| 53° 8′ 23″ N, 10° 34′ 36″ O | Edendorf 6, Grabhügel      | Flach, rund, breitgewölbte Kuppe mit unregelmäßig auslaufendem Rand, Dm. 9,50 m, H. 0,40 m. Verwachsene Spuren eines Kopfstiches (Dm. 2,00 m T. 0,10 m). Flache Einkuhlungen und Pflanzfurchen. | 32207924 | BW   |
| 53° 8′ 24″ N, 10° 34′ 40″ O | Edendorf 7, Grabhügel      | Flachgewölbt, rund, mit flachem, unregelmäßig auslaufendem Rand, Durchmesser ca. 11 Meter und Höhe ca. 0,40 Meter, Hügelmitte etwas abgeplattet. Oberfläche mit flachen Pflanzfurchen überzogen. | 32208325 | BW   |
| 53° 8′ 24″ N, 10° 34′ 42″ O | Edendorf 8, Grabhügel      | Runde mit flacher, gleichmäßig geformter Kuppe und eben auslaufendem Rand. Dm. 8,00 m, H. ca. 0,30 m. Mit Pflanzfurchen überzogen. | 32208326 | BW   |
| 53° 8′ 51″ N, 10° 34′ 44″ O | Edendorf 13, Grabhügel     | Völlig zergraben, Durchmesser ca. 11 Meter und Höhe des Restes ca. 1,40 Meter. Nur Nord-Teil einigermaßen erhalten. Im erhaltenen Teil von oben nach unten gehende Steinpackung aus faust- bis kopfgroßen Steinen. | 32205791 | BW   |
| 53° 8′ 52″ N, 10° 34′ 44″ O | Edendorf 14, Grabhügel     | Flachgewölbt, rund. Durch Sandauswurf etwas oval. Rand ungleichmäßig auslaufend. Dm. 12 m, H. ca. 0,60 m. Von der Mitte her zergraben. Einige faust- bis doppelfaustgroße Steine. Im Zentrum länglicher Kopfstich. | 32206208 | BW   |
| 53° 9′ 23″ N, 10° 34′ 26″ O | Edendorf 21, Grabhügel     | Von der Mitte her völlig zergraben, Durchmesser ca. 17 Meter und Höhe 0,50 – 0,90 Meter. Im Südbereich Rand unregelmäßig auslaufend. Eintiefung in der Mitte, darin zwei große und einige faust- bis kopfgroße Steine, stark von Walderde verdeckt. Im Aushub ebenfalls einige faust- bis kopfgroße Steine. Am Hügelrand ein Granitblock. | 32206833 | BW   |
| 53° 9′ 22″ N, 10° 34′ 47″ O | Edendorf 23, Grabhügel     | Flach, gleichmäßig geformt mit ebenmäßig auslaufendem Rand. Dm. und Höhe nicht mehr feststellbar (1960: Dm. 4,50 m, H. 0,30 m). Oberfläche etwas durch Waldpflug gestört. In den Furchen einige faust- bis kopfgroße Steine. Bei Waldarbeiten stark beschädigt.                                                                           | 32208327 | BW   |
| 53° 9′ 21″ N, 10° 34′ 46″ O | Edendorf 24, Grabhügel     | Flachgewölbt mit ungleichmäßig auslaufendem Rand, Durchmesser ca. 7 Meter und Höhe ca. 0,30 Meter, Oberfläche beschädigt. Einige vom Pflug hochgerissene faust- bis kopfgroße Steine. | 32208551 | BW   |
| 53° 9′ 21″ N, 10° 34′ 46″ O | Edendorf 25, Grabhügel     | Breit, flachgewölbt mit allmählich auslaufendem Rand, Durchmesser ca. 12 Meter und Höhe ca. 0,40 Meter, darüber verläuft Waldschneise. Im Nordosten hart am Rand alte Wegespur vorbei. Mehrere faust- bis doppelfaustgroße Steine. SWtark gestört, viele Stücke von zerschlagenem Gestein, ebenso im Auswurf.                             | 32208552 | BW   |
| 53° 9′ 21″ N, 10° 34′ 45″ O | Edendorf 26, Grabhügel     | Unregelmäßig auslaufender Rand, Durchmesser ca. 9 Meter und Höhe ca. 0,40 Meter, von der Mitte her zergraben, nur der Erdring erhalten, evtl. Rest einer „Großsteinkammer“. In der Eingrabung zwischen sandiger gelber Erde viele Stücke von zerschlagenem Gestein, ebenso im Auswurf.                                                    | 32208553 | BW   |
| 53° 9′ 21″ N, 10° 34′ 44″ O | Edendorf 27, Grabhügel     | Breit, gleichmäßig und fast rund mit flach auslaufendem Rand, Durchmesser ca. 7 Meter und Höhe ca. 0,30 Meter, Kopfstich. Durch Schneise etwas abgestochen. | 32207102 | BW   |
| 53° 9′ 20″ N, 10° 34′ 44″ O | Edendorf 28, Grabhügel     | Gleichmäßig geformt mit flach auslaufendem Rand, Dm. 8,00 m, H. 0,30 m. In der Mitte ein Kopfstich (Dm. 2,50 m, T. 0,20 m). Wenige Steine unter Walderde. | 32207103 | BW   |
| 53° 9′ 17″ N, 10° 34′ 50″ O | Edendorf 30, Grabhügel     | Oval mit unregelmäßig auslaufendem Rand, Länge ca. 31 Meter (Nord-Süd-Richtung), Beite ca. 21 Meter und Höhe ca. 0,80 – 1,00 Meter, Oberfläche abgeplattet. Im Nordosten alter, tief eingefahrener Weg vorbeilaufend. Einige faust- bis kopfgroße Steine.                                                                                 | 32207104 | BW   |
| 53° 9′ 17″ N, 10° 34′ 49″ O | Edendorf 31, Grabhügel     | Sehr breit, fast rund und flach mit flach auslaufendem Rand, Durchmesser ca. 19 Meter und Höhe ca. 0,80 Meter, in der Mitte eine Eintiefung. | 32207226 | BW   |
| 53° 9′ 16″ N, 10° 34′ 45″ O | Edendorf 32, Grabhügel     | Breit, flach geformt mit flach auslaufendem Rand, im Norden etwas abgesetzt, im Durchmesser ca. 9 Meter und Höhe ca. 0,50 Meter. | 32207227 | BW   |
| 53° 9′ 14″ N, 10° 34′ 48″ O | Edendorf 33, Grabhügel     | Flachgewölbt und gleichmäßig auslaufenden Rand, Durchmesser ca. 10 Meter und Höhe ca. 0,50 Meter. 1960: Kleiner Schalenstein mit 5 deutlichen und einigen zweifelhaften Schälchen. | 32207228 | BW   |
| 53° 9′ 19″ N, 10° 34′ 47″ O | Edendorf 34, Wölbackerbeet | | 32207344 | BW   |
| 53° 8′ 20″ N, 10° 34′ 36″ O | Edendorf 39, Grabhügel     | Durchmesser ca. 11 Meter und Höhe 0,50 Meter, in der Mitte vollständig abgegraben. Rest des Randes läuft flach und regelmäßig aus, auf der abgegrabenen Fläche einige kopfgroße Steine. | 32207345 | BW   |
| 53° 8′ 29″ N, 10° 34′ 26″ O | Edendorf 41, Grabhügel     | Ehemaliger Durchmesser ca. 26 Meter und Höhe 1,5 Meter, nur noch 1/3 erhalten, aber zergraben. Rand im Osten kaum zu erkennen, die Abgrabungsfläche fast eben, im Abstich einige lose Steine zwischen kiesig-sandiger Erde. Vertiefung im Nordwest-Bereich.                                                                               | 32206169 | BW   |
| 53° 8′ 53″ N, 10° 34′ 6″ O  | Edendorf 43, Grabhügel     | Sehr zergraben, Durchmesser 13 Metern und Höhe noch ca. 0,40 Meter. | 32206834 | BW   |
| 53° 9′ 15″ N, 10° 33′ 51″ O | Edendorf 44, Grabhügel     | Flachgewölbt, fast rund, Durchmesser ca. 8 Meter und Höhe ca. 0,50 Meter, in der Mitte eingegraben. Am östlichen Rand ca. 0,50 m langer Granitstein. | 32206835 | BW   |
| 53° 8′ 51″ N, 10° 34′ 7″ O  | Edendorf 45, Großsteingrab | | 32206193 | BW   |
| 53° 9′ 15″ N, 10° 33′ 52″ O | Edendorf 46, Grabhügel     | Flachgewölbt, Rund, Dm. 8,00 m, H. 0,80 m, unbeschädigt. Rand abgesetzt. | 32206170 | BW   |
| 53° 7′ 23″ N, 10° 32′ 1″ O  | Edendorf 49, Grabhügel     | Breit, flach, rund, Durchmesser ca. 19 Meter und Höhe ca. 0,60 Meter, im Südost-Bereich leicht angeschnitten. | 32205013 | BW   |
| 53° 7′ 25″ N, 10° 32′ 3″ O  | Edendorf 50, Grabhügel     | Deutlich abgesetzt, rund, Durchmesser ca. 16 Meter und Höhe ca 1,00 Meter mit einem Kopfstich. | 32205014 | BW   |
| 53° 7′ 22″ N, 10° 32′ 1″ O  | Edendorf 51, Grabhügel     | Flach, linsenartig, Dm. 11 m, H. ca. 0,20 m. | 32205015 | BW   |
| 53° 7′ 19″ N, 10° 33′ 1″ O  | Edendorf 52, Grabhügel     | Flachgewölbt, rund, Durchmesser ca. 11 Meter und Höhe ca. 0,70 Meter, uneben, Kaninchenlöcher, auslaufender Rand. Oberfläche mit flachen Eingrabungen, sonst wohl unangetastet. | 32205391 | BW   |
| 53° 7′ 18″ N, 10° 33′ 12″ O | Edendorf 59, Grabhügel     | Kräftig gewölbt, Rund, Rand deutlich abgesetzt, Durchmesser ca. 19 Meter und Höhe ca. 1,40 Meter, großer Fuchsbau, z.T. ausgehoben, an der Oberfläche erhebliche Beschädigungen. Auf der Kuppe ein Kopfstich. | 32207462 | BW   |
| 53° 7′ 17″ N, 10° 33′ 13″ O | Edendorf 60, Grabhügel     | Flach, Durchmesser ca. 7 Meter und Höhe ca. 0,30 Meter. | 32207463 | BW   |
| 53° 7′ 18″ N, 10° 33′ 14″ O | Edendorf 61, Grabhügel     | Klein, rund, flachgewölbt, Durchmesser ca. 5 Meter und Höhe ca. 0,20 Meter mit unregelmäßiger Oberfläche. Etwa ein halbes Dutzend doppelfaust- bis kopfgroße Feldsteine. | 32207464 | BW   |
| 53° 7′ 17″ N, 10° 33′ 18″ O | Edendorf 62, Grabhügel     | Kräftig gewölbt, rund, Durchmesser ca. 17 Meter und Höhe ca. 1,30 Meter. Am Süd-Rand tiefe Wegerinne (Nordwest-Südost). | 32207764 | BW   |
| 53° 7′ 16″ N, 10° 33′ 18″ O | Edendorf 63, Wegespuren    | | 32207725 | BW   |
| 53° 7′ 17″ N, 10° 33′ 24″ O | Edendorf 64, Großsteingrab | | 32207726 | BW   |
| 53° 7′ 13″ N, 10° 34′ 4″ O  | Edendorf 65, Grabhügel     | Abgeflachte Kuppe, Durchmesser ca. 21 Meter und Höhe ca. 1,30 Meter und einem Kopfstich. | 32207727 | BW   |
| 53° 7′ 12″ N, 10° 34′ 7″ O  | Edendorf 66, Grabhügel     | Flachgewölbt, rund, Durchmesser ca. 11 Meter und Höhe ca. 0,50 Meter. Nordfuß durch alte Wegerinne angeschnitten. Oberfläche durch Grabungen beschädigt. | 32208105 | BW   |
| 53° 7′ 12″ N, 10° 34′ 7″ O  | Edendorf 67, Grabhügel     | Etwas unregelmäßig, rund, Durchmesser ca. 9 Meter und Höhe ca. 0,50 Meter, am Hügelrand Pflanzfurchen. | 32208106 | BW   |
| 53° 7′ 11″ N, 10° 34′ 9″ O  | Edendorf 68, Grabhügel     | Etwas unregelmäßig, rund, Durchmesser ca. 9 Meter und Höhe ca. 0,60 Meter, zergraben. 3 Löcher wohl von ausgehobenen Kaninchenbauten. Teilweise von Pflanzfurchen überzogen, einige kopfgroße Granitsteine. | 32208107 | BW   |
| 53° 7′ 8″ N, 10° 34′ 8″ O   | Edendorf 69, Grabhügel     | Rund, mit kräftig gewölbter Kuppe, Durchmesser ca. 17 Meter und Höhe ca. 1,30 Meter, Oberfläche uneben und Rand abgesetzt. | 32206404 | BW   |
| 53° 7′ 33″ N, 10° 33′ 29″ O | Edendorf 71, Grabhügel     | Flachgewölbt, rund, Durchmesser ca. 12 Meter und Höhe ca. 0,50 Meter, überpflügt sonst unbeschädigt. Mit Pflanzfurchen überzogen, im südlichen Randbereich durch Waldweg angeschnitten, einige bis kopfgroße Feldsteine. | 32208340 | BW   |
| 53° 7′ 32″ N, 10° 33′ 32″ O | Edendorf 72, Grabhügel     | Stark beschädigt, unregelmäßig, Dm. ca. 15 m, H. 1 m. Einige Eingrabungen, von W her große Eingrabung (ca. 4,00 × 4,00 m) bis auf den Boden. Außerdem Kopfstich (Dm. ca. 3,00 m). Ränder angegraben. Dicht am Waldrand viele faust- bis eimergroße Feldsteine sowie kleine und mittlere Findlinge und zerschlagenes Gestein.              | 32208341 | BW   |
| 53° 7′ 33″ N, 10° 33′ 32″ O | Edendorf 73, Grabhügel     | Flachgewölbt, rund, Durchmesser ca. 6 Meter und Höhe ca. 0,25 Meter, überpflügt, etwa 1 Dutzend bis kopfgroße Feldsteine, dicht beieinander. Von Pflanzfurchen überzogen. | 32208342 | BW   |
| 53° 7′ 6″ N, 10° 34′ 10″ O  | Edendorf 82, Grabhügel     | Gleichmäßig gewölbt, Rund, Durchmesser ca. 15 Meter und Höhe ca. 0,90 Meter, in der Mitte leicht eingedellt und Rand abgesetzt. | 32206168 | BW   |
| 53° 7′ 15″ N, 10° 34′ 7″ O  | Edendorf 83, Grabhügel     | Klein, überpflügt, leicht gestör, Durchmesser ca. 8 Meter und Höhe ca. 0,40 Meter, davor 1/2 Dutzend Feldsteine. | 32208719 | BW   |
| 53° 7′ 13″ N, 10° 34′ 6″ O  | Edendorf 84, Grabhügel     | Flachgewölbt, rund, Durchmesser ca. 8 Meter und Höhe ca. 0,40 Meter, im Norden von Fahrweg Bruchtorf-Altenmedingen überschnitten. Hügelfuß im Süden durch alte Wegerinne abgeschnitten und eingeebnet. | 32208720 | BW   |
| 53° 7′ 22″ N, 10° 34′ 15″ O | Edendorf 85, Grabhügel     | Flachgewölbt, rund, Dm. 11 m, H, 0,50 m, etwa 10 mittlere und kleinere Findlinge und viele Lesesteine auf N-Teil. Rundum scheint ein Steinkranz entfernt worden zu sein. | 32205392 | BW   |
| 53° 9′ 16″ N, 10° 33′ 49″ O | Edendorf 91, Grabhügel     | Kräftig gewölbt, langoval (Ostsüdost-Westnordwest gerichtet) Länge ca. 22 Meter, Breite ca. 12 Meter und Höhe ca. 1,00 Meter. Durch Fuchsbau stark gestört, sonst unbeschädigt, etwas sichtbar ein doppeleimergroßer Feldstein und einige faustgroße Granitsteine.                                                                        | 32207224 | BW   |
| 53° 8′ 52″ N, 10° 34′ 58″ O | Edendorf 99, Grabhügel     | Fast rund, Dm. 14 m, Resth. bis 0,80 m, zergrabene und zerwühlte Erhebung, unregelmäßig abgesetzter Rand. Zertraler Bereich gestört durch Kopfstich, verstreut faust- bis kopfgroße Granitsteine. | 32207225 | BW   |
| 53° 8′ 50″ N, 10° 34′ 2″ O  | Edendorf 102, Grabhügel    | Zergraben, Hügelrand im SO-Bereich, L. ca. 13,00 m, Br. ca. 6,00 m, Resthöhe ca. 0,60 m. | 32207611 | BW   |
| 53° 9′ 38″ N, 10° 33′ 22″ O | Edendorf 103, Grabhügel    | Rund, Durchmesser ca. 21 Meter und Höhe ca. 1,30 Meter, ebenmäßig gewölbt, Kopfstich, abgesetzter Rand, am südlichen Hügelfuß 2 Granitsteine und eine Vertiefung. | 32207704 | BW   |
| 53° 10′ 15″ N, 10° 33′ 2″ O | Edendorf 104, Grabhügel    | Rund, gewölbt, Durchmesser ca. 17 Meter und Höhe ca. 1,60 Meter, Hügelfuß im Nord- und Westbereich auslaufend, nach Süden und Osten abgesetzt. | 32207705 | BW   |
| 53° 7′ 21″ N, 10° 33′ 58″ O | Edendorf 108, Grabhügel    | Flachgewölbt, fast rund, Durchmesser ca. 12 Meter und Höhe ca. 1,00 Meter, im Nordbereich läuft Waldweg über den Hügel, Nord- und Südrand durch je einen kleinen Wall begrenzt, Kopfstich. | 32207977 | BW   |
| 53° 9′ 16″ N, 10° 34′ 47″ O | Edendorf 109, Grabhügel    | Fast rund, Durchmesser ca. 6 Meter und Höhe ca. 0,35 Meter. | 32208846 | BW   |
| 53° 7′ 15″ N, 10° 33′ 10″ O | Edendorf 110, Grabhügel    | Rund, Durchmesser ca. 19 Meter und Höhe ca. 0,60 Meter. | 32207978 | BW   |
| 53° 7′ 39″ N, 10° 34′ 27″ O | Edendorf 113, Grabhügel    | Rund, Durchmesser 6 Meter und Höhe ca. 0,30 m. | 32207979 | BW   |

### Edendorf 57
- ID:32205432 (denkmalatlas.niedersachsen.de)
- Grabhügelfeld

| Lage                        | Bezeichnung  | Beschreibung | ID       | Bild |
| --------------------------- | ------------ | --- | -------- | ---- |
| 53° 7′ 34″ N, 10° 31′ 53″ O | Edendorf 57  | Flach gewölbt, unregelmäßige und zerwühlte Kuppe, Durchmesser ca. 14 Meter und Höhe bis 0,60 Meter, im Norden dicht am Fuß von Wegerinne geschnitten. In kleinen Gruben 2 mittelgroße Findlinge sichtbar. | 32207346 | BW   |
| 53° 7′ 32″ N, 10° 31′ 58″ O | Edendorf 105 | Flach gewölbt, rund, Durchmesser ca. 11 Meter und Höhe ca. 0,60 Meter, am südwestlichen Hügelfuß 3 mittelgroße Granitsteine sichtbar.                                                                     | 32208721 | BW   |
| 53° 7′ 33″ N, 10° 31′ 57″ O | Edendorf 106 | Flach gewölbt, rund, Durchmesser ca. 8 Meter und Höhe ca. 0,30 Meter. | 32208844 | BW   |
| 53° 7′ 33″ N, 10° 32′ 1″ O  | Edendorf 107 | Gewölbt, rund, Durchmesser ca. 13 Meter und Höhe ca. 0,80 Meter mit abgesetztem Rand, im Ostbereich ca 1/4 durch Straßenbaumaßnahmen abgetragen.                                                          | 32208845 | BW   |

## Eitzen I
| Lage                        | Bezeichnung                      | Beschreibung | ID       | Bild |
| --------------------------- | -------------------------------- | --- | -------- | ---- |
| 53° 8′ 25″ N, 10° 25′ 2″ O  | Eitzen I 1, Grabhügel            | Flach, Durchmesser ca. 10 Meter und Höhe ca. 0,50 Meter mit Kopfstich, im Wurzelwerk einer mehrstämmigen Buche mindestens 4 größere Feldsteine. | 32206692 | BW   |
| 53° 8′ 34″ N, 10° 24′ 54″ O | Eitzen I 2, Grabhügel (Heidberg) | Kräftig gewölbt, Durchmesser ca. 15 Meter und Höhe ca. 1,40 Meter. Im Nordbereich rechteckige, verwachsene Vertiefung (Eingrabung). | 32208457 | BW   |
| 53° 8′ 50″ N, 10° 23′ 49″ O | Eitzen I 3, Grabhügel            | Kräftig gewölbt, Durchmesser ca. 18 Meter und Höhe von ca. 1,20 m – 2,00 Meter, von Pflugrillen durchzogen. In der Hügelmitte eine Ausgrabung. | 32208458 | BW   |
| 53° 8′ 49″ N, 10° 23′ 55″ O | Eitzen I 21, Grabhügel           | Rund, Durchmesser ca. 12 Meter und Höhe ca. 1,3 Meter. Am westlichen Hügelbereich leicht gestört, mehrere Kaninchenbaue. | 32206194 | BW   |
| 53° 8′ 47″ N, 10° 23′ 57″ O | Eitzen I 24, Grabhügel           | Oval, (Nordwest-Südost orientiert), Länge ca. 12 Meter, Breite ca. 9 Meter und Höhe im Südosten 0,5 Meter und im Westen 0,7 Meter mit flacher Kuppenmulde, Rand auslaufend. | 32208459 | BW   |
| 53° 8′ 48″ N, 10° 23′ 58″ O | Eitzen I 25, Grabhügel           | Fast rund, Durchmesser ca. 18 Meter und Höhe ca. 1,1 Meter, Rand schwach abgesetzt, von flachen Pflanzfurchen überzogen. Oberfläche gestört, im Nordost-Bereich eine Nordwest-Südost orientierte Schneise.                                                                             | 32208716 | BW   |
| 53° 8′ 49″ N, 10° 23′ 58″ O | Eitzen I 26, Grabhügel           | Fast rund, Durchmesser ca. 18 Meter und Höhe ca. 1,2 Meter, mit abgesetztem Rand, Kuppe abgeflacht und von flachen Pflanzfurchen überzogen. Am Südwest-Rand Nordwest-Südost orientierte Schneise. Am Nordrand angesetzter Buckel, vermutlich von Nachbestattung, Nordkante abgefahren. | 32203748 | BW   |
| 53° 8′ 51″ N, 10° 24′ 5″ O  | Eitzen I 27, Grabhügel           | Fast rund, Durchmesser ca. 20 × 25 Meter und Höhe im Osten 0,9 Meter, im Westen 1,2 Meter. Rand auslaufend, Kuppe abgeflacht, von flachen Pflanzfurchen überzogen. Im N-Bereich Eingrabung, Oberfläche gestört.                                                                        | 32208717 | BW   |
| 53° 8′ 48″ N, 10° 23′ 58″ O | Eitzen I 28, Grabhügel           | Rund, unscheinbar, schwach abgesetzt, Durchmesser ca. 10 Meter und Höhe ca. 0,4 Meter. In Richtung Ost-West Richtung mit Pflanzfurchen überzogen und flacher Mulde im Zentrum. | 32204004 | BW   |

### Eitzen I 4
- ID:32206195 (denkmalatlas.niedersachsen.de)
- 5 Grabhügel mit Dm. von 10–16 m und H. von 0,5–1,1 m

| Lage                        | Bezeichnung | Beschreibung | ID       | Bild |
| --------------------------- | ----------- | --- | -------- | ---- |
| 53° 7′ 26″ N, 10° 23′ 59″ O | Eitzen I 4  | Flach gewölbt, Rund, Durchmesser ca. 16 Meter und Höhe ca. 1,00 Meter, Oberfläche unregelmäßig. | 32207119 | BW   |
| 53° 7′ 26″ N, 10° 24′ 1″ O  | Eitzen I 5  | Flach gewölbt, Rund, Durchmesser ca. 10,00 Meter und Höhe ca. 0,50 Meter, an der Oberfläche Eingrabungsspuren.                                                                                                | 32207120 | BW   |
| 53° 7′ 26″ N, 10° 24′ 3″ O  | Eitzen I 6  | Flach gewölbt, Rund, Durchmesser ca. 13 Meter und Höhe ca. 0,90 Meter, Oberfläche unregelmäßig. | 32207121 | BW   |
| 53° 7′ 24″ N, 10° 24′ 0″ O  | Eitzen I 7  | Flach gewölbt, Rund, Durchmesser ca. 13 Meter und Höhe ca. 0,60 Meter, in der Mitte flache Mulde, Kaninchenbau, am Rand 1 eimergroßer und 1 kopfpgroßer Stein. Östlicher Rand durch Wegespuren angeschnitten. | 32207245 | BW   |
| 53° 7′ 25″ N, 10° 24′ 4″ O  | Eitzen I 8  | Flach gewölbt, Rund, Durchmesser ca. 16,00 Meter und Höhe ca. 0,80 Meter, etwas unregelmäßig, Oberfläche zergraben.                                                                                           | 32207246 | BW   |

### Eitzen I 9
- ID:32206691 (denkmalatlas.niedersachsen.de)
- 10 Grabhügel  mit Dm. von 9–16 m und H. von 0,3–1,3 m erhalten. Der nur noch zur Hälfte erhaltene Grabhügel FStNr. 10 wurde 1982 ausgegraben.

| Lage                        | Bezeichnung | Beschreibung | ID       | Bild |
| --------------------------- | ----------- | --- | -------- | ---- |
| 53° 7′ 22″ N, 10° 23′ 59″ O | Eitzen I 9  | Flach gewölbt, Rund, Durchmesser ca. 13,00 Meter und Höhe ca. 0,70 Meter. Oberfläche mit Pflugrillen bedeckt, Störung durch Tierbaue. Am westlichen Rand eine Grube.        | 32207247 | BW   |
| 53° 7′ 20″ N, 10° 24′ 1″ O  | Eitzen I 11 | Flach gewölbt, Rund, Durchmesser ca. 12 Meter und Höhe ca. 1 Meter; in der Mitte eine Eingrabung. Faustgroße Steine an der Oberfläche, Tierbauten.                          | 32208004 | BW   |
| 53° 7′ 21″ N, 10° 23′ 59″ O | Eitzen I 12 | Kräftig gewölbt, Rund, Durchmesser ca. 14 Meter und Höhe ca. 1,20 Meter mit Störungen durch Tierbaue sowie größerer Eintiefung. Einige faustgroße Steine an der Oberfläche. | 32207624 | BW   |
| 53° 7′ 20″ N, 10° 23′ 58″ O | Eitzen I 13 | Rund, Durchmesser ca. 11 Meter und Höhe ca. 0,60 Meter, in der Mitte kleine Mulde, überpflügt, in der Mulde eimergroßer Feldstein.                                          | 32207625 | BW   |
| 53° 7′ 20″ N, 10° 23′ 56″ O | Eitzen I 14 | Rund, Durchmesser ca. 11 Meter und Höhe ca. 0,70 Meter, in der Mitte Eingrabungsdelle, darin einige kleine Feldsteine.                                                      | 32207626 | BW   |
| 53° 7′ 19″ N, 10° 23′ 54″ O | Eitzen I 15 | Kräftig gewölbt, Rund, Durchmesser ca. 14 Meter und Höhe ca. 1,20 Meter, Kopfstich mit ca. 1 Meter Durchmesser.                                                             | 32207742 | BW   |
| 53° 7′ 19″ N, 10° 23′ 54″ O | Eitzen I 16 | Sanft gewölbt, Rund, Durchmesser ca. 12 Meter und Höhe ca. 1,10 Meter, stellenweise unregelmäßig, Rand angegraben.                                                          | 32207743 | BW   |
| 53° 7′ 19″ N, 10° 23′ 53″ O | Eitzen I 17 | Teils flach, teils kräftig gewölbt, Rund, Durchmesser ca. 11 Meter und Höhe ca. 1,00 Meter, in der Mitte tiefes „Schützenloch“ mit Zugang.                                  | 32207744 | BW   |
| 53° 7′ 19″ N, 10° 23′ 51″ O | Eitzen I 18 | Sanft gewölbt, Rund, Durchmesser ca. 13 Meter und Höhe ca. 1,10 Meter, oben flach eingedellt.                                                                               | 32208002 | BW   |
| 53° 7′ 20″ N, 10° 23′ 48″ O | Eitzen I 19 | Flach mit sanft auslaufendem Rand, langoval, L. 16 Meter (Nordwest-Südost gelegen), Breite ca. 10 Meter und Höhe ca. 0,30 – 0,40 Meter.                                     | 32208003 | BW   |

## Grünhagen
| Lage                        | Bezeichnung                                        | Beschreibung | ID       | Bild |
| --------------------------- | -------------------------------------------------- | --- | -------- | ---- |
| 53° 9′ 18″ N, 10° 27′ 29″ O | Grünhagen 2, Kapelle                               | | 32210272 | BW   |
| 53° 8′ 39″ N, 10° 27′ 21″ O | Grünhagen 3, Wall                                  | Annähernd rechteckige Anlage mit umlaufendem Wall und Graben. Gesamtmaße über Wall und Graben: L. O-W: 25 m; Br. N-S: 20 m; Innenbereich O-W: 15,5 m; Br. N-S: 13 m; Wallbr. bis 4,5 m; Wallh. bis 0,7 m; abgerundetes Profil. Br. bis 1,5 m; Wallprofile im S, O, W teilweise verschliffen. Grabenbr. bis 1,5 m; Grabensohlenbr. bis 1 m; Grabentiefe bis 0,2 m. | 32203930 | BW   |
| 53° 9′ 33″ N, 10° 26′ 36″ O | Grünhagen 5, Grabhügel                             | Durchmesser ca. 15 Meter und Höhe ca. 1 Meter, ohne Störungen. Nach Südsüdost auslaufend, sonst abgesetzt. Vermutlich auf natürliche Anhöhe aufgesetzt. | 32204292 | BW   |
| 53° 9′ 40″ N, 10° 26′ 32″ O | Grünhagen 6, Wegespuren (Braunschweiger Frachtweg) | Westlich der Ilmenau, annähernd parallel zur Straße Lüneburg-Uelzen (B4) in leicht nach Südosten geneigtem Gelände Reste des „Braunschweiger Frachtweges“. Die Wegespuren sind von NNW nach SSO orientiert und bis zu 2 m tief eingeschnitten. Ihre obere lichte Breite beträgt bis 7 m; die Sohlenbreite bis 2 m.                                                | 32205611 | BW   |

## Hohenbostel
| Lage                         | Bezeichnung                | Beschreibung | ID       | Bild |
| ---------------------------- | -------------------------- | --- | -------- | ---- |
| 53° 9′ 15″ N, 10° 29′ 21″ O  | Hohenbostel 2, Grabhügel   | Flach, Durchmesser ca.13 Meter und Höhe ca. 0,6 Meter. Keine Eingrabung erkennbar. | 32206693 | BW   |
| 53° 9′ 11″ N, 10° 29′ 14″ O  | Hohenbostel 3, Grabhügel   | Rund mit abgeflachter Kuppe, Durchmesser ca. 13 Meter und Höhe ca. 1,00 Meter und einer flachen Mulde, vermutlich alte zentrale Eingrabung; einige Tierbaue. | 32208718 | BW   |
| 53° 9′ 9″ N, 10° 29′ 15″ O   | Hohenbostel 5, Grabhügel   | Oval (N-S gerichtet), Länge ca. 13 Meter, Breite ca. 12 Meter und Höhe ca. 1,00 Meter. Keine Eingrabung erkennbar. Tierbaue, Nord-Teil ist abgeflacht durch West-Ost verlaufenden schmalen Waldweg. | 32207364 | BW   |
| 53° 10′ 50″ N, 10° 27′ 57″ O | Hohenbostel 6, Stauanlage  | | 32203231 | BW   |
| 53° 10′ 19″ N, 10° 26′ 41″ O | Hohenbostel 6, Damm        | Teil einer Stauanlage die im Zuge der Neuen Lüneburger Landwehr Ende des 15. Jh. errichtet wurde. Der Zweck der Dämme in Hohenbostel bzw. Deutsch Evern bestand darin, den Dieksbeck aufzustauen und seine Überquerung zu kontrollieren. | 32208128 | BW   |
| 53° 10′ 27″ N, 10° 27′ 27″ O | Hohenbostel 8, Damm        | | 35807525 | BW   |
| 53° 10′ 32″ N, 10° 28′ 6″ O  | Hohenbostel 19, Wegespuren | | 32210653 | BW   |
| 53° 9′ 57″ N, 10° 28′ 37″ O  | Hohenbostel 21, Grabhügel  | Ehemals vermutlich rund, jetzt halbrund, Durchmesser ca. 13 Meter und Höhe bis 1,10 Meter, die Süd-Hälfte durch Weg abgetragen. In der Oberfläche einige Mulden (Tierbaue). Nach Süden zum Weg steile Böschung (z.T. auch Material auf Hügel aufgetragen), nach Norden, Osten und Westen abgesetzt. Am Ost-Rand ein doppeltfaustgroßer Felsstein. Südwestlich vom Hügel am Wegrand ein Findling. | 32203532 | BW   |
| 53° 9′ 56″ N, 10° 26′ 47″ O  | Hohenbostel 23, Grabhügel  | Fast rund, Länge (von Nord-Süd) ca. 14 Meter und Breite ca. 11 Meter, Höhe ca. 1 Meter. | 32204291 | BW   |

## Hohnstorf
| Lage                        | Bezeichnung              | Beschreibung | ID       | Bild |
| --------------------------- | ------------------------ | --- | -------- | ---- |
| 53° 10′ 4″ N, 10° 32′ 25″ O | Hohnstorf 1, Grabhügel   | Langoval in Nord-Süd-Richtung, Länge ca. 20,50 Meter, Breite ca. 16,00 Meter und Höhe ca. 1,50 Meter, Ränder gut abgesetzt. Große, zentrale Eingrabung. Zerschlagener Findling im Süden vorhanden. Möglicherweise enthielt der Hügel eine Steinkammer.                          | 32205724 | BW   |
| 53° 9′ 48″ N, 10° 32′ 39″ O | Hohnstorf 8, Grabhügel   | Flach und etwas ungleichmäßig auslaufenden Rand, nicht ganz rund, Durchmesser ca. 15 × 11 Meter und Höhe ca. 0,90 Meter. Laut ALS-Daten Ostteil neuerdings durch zwei tiefe Fahrspuren beschädigt.                                                                              | 32205110 | BW   |
| 53° 9′ 48″ N, 10° 32′ 1″ O  | Hohnstorf 10, Grabhügel  | Zergrabene Kuppe, Rand ungleichmäßig und flach auslaufend, Durchmesser ca. 17 Meter und Höhe ca. 0,6 Meter. Am nördlichen Rand Ansammlung von größeren Granitsteinen. | 32208888 | BW   |
| 53° 8′ 19″ N, 10° 31′ 14″ O | Hohnstorf 17, Grabhügel  | Kräftig gewölbte, runde Kuppe, Durchmesser ca. 20 Meter und Höhe von ca. 1,9 Meter, Rand abgesetzt, in der Hügelmitte ein Kopfstich. Ansammlung von faustgroßen Granitsteinen.                                                                                                  | 32208889 | BW   |
| 53° 8′ 19″ N, 10° 31′ 17″ O | Hohnstorf 18, Grabhügel  | Deutlich abgesetzt, O-W verlaufend, L. 40 m, Br. 18 m, H. 1 m, O-Ende kann durch dortige Sandgrube schon abgegraben sein, darauf flache runde Erhebung. Dm. 10 m, H. 0,25 m. | 32208890 | BW   |
| 53° 8′ 11″ N, 10° 31′ 24″ O | Hohnstorf 45, Grabhügel  | Rund, flach gewölbt, etwas unregelmäßig, Durchmesser ca. 6 Meter und Höhe ca. 0,30 Meter. | 32210467 | BW   |
| 53° 8′ 9″ N, 10° 31′ 23″ O  | Hohnstorf 46, Grabhügel  | Rund, kräftig gewölbt, Durchmesser ca. 13 Meter und Höhe ca. 0,80 Meter. Von Kaninchen durchwühlt, am Rand angegraben. | 32210468 | BW   |
| 53° 8′ 11″ N, 10° 31′ 21″ O | Hohnstorf 47, Grabhügel  | Rund, flach gewölbt, Durchmesser ca. 16 Meter und Höhe ca. 0,80 Meter, Oberfläche unregelmäßig, am West-Rand gut abgesetzt, der Ost-Rand läuft flach aus. | 32210717 | BW   |
| 53° 8′ 10″ N, 10° 31′ 26″ O | Hohnstorf 48, Grabhügel  | Flach gewölbt, Durchmesser ca. 17 Meter und Höhe ca. 1,10 Meter, überpflügt. Am Süd-West Randbereich ausgeprägte Mulde. | 32210718 | BW   |
| 53° 8′ 9″ N, 10° 31′ 25″ O  | Hohnstorf 49, Grabhügel  | Flach gewölbt, Durchmesser ca. 16 Meter und Höhe ca. 0,90 Meter, von Kaninchen stark durchwühlt. 2 Eingrabungen, der Südost-Rand scheint angegraben, am Südwest-Hügelfuß ein kleiner Findling, anscheinend in situ.                                                             | 32210719 | BW   |
| 53° 8′ 8″ N, 10° 31′ 24″ O  | Hohnstorf 50, Grabhügel  | Flach gewölbt, Durchmesser ca. 14,00 Meter und Höhe ca. 1,00 Meter, im Süden einige kleinere flache Eingrabungslöcher. | 32209132 | BW   |
| 53° 8′ 10″ N, 10° 31′ 28″ O | Hohnstorf 51, Grabhügel  | Überpflügt, flach gewölbt, Durchmesser ca. 14,00 Meter und Höhe ca. 0,70 Meter. | 32209133 | BW   |
| 53° 8′ 8″ N, 10° 31′ 21″ O  | Hohnstorf 52, Grabhügel  | Rund, flach gewölbt, Durchmesser ca. 12 Meter und Höhe ca. 0,90 Meter mit Tiergängen sowie einer Eingrabung. | 32209134 | BW   |
| 53° 8′ 7″ N, 10° 31′ 21″ O  | Hohnstorf 53, Grabhügel  | Flach gewölbt, Durchmesser ca. 9 Meter und Höhe ca. 0,50 Meter mit Kaninchenlöchern. | 32209734 | BW   |
| 53° 8′ 4″ N, 10° 31′ 21″ O  | Hohnstorf 54, Grabhügel  | Flach gewölbt, Rund, Dm. 10 m, H. ca. 0,70 m, Oberfläche unregelmäßig. Von Gmkgs.-Grenze überschnitten, liegt ca. zu 3/4 in Gmkg. Hohnstorf. | 32209735 | BW   |
| 53° 8′ 5″ N, 10° 31′ 21″ O  | Hohnstorf 55, Grabhügel  | Durchmesser ca. 5 Meter und Höhe ca. 0,25 Meter. An südlichen Abbruchkante zur Kieskuhle Steinpackung aus faust- bis doppelkopfgroßen Steinen zu erkennen. | 32209736 | BW   |
| 53° 8′ 4″ N, 10° 31′ 21″ O  | Hohnstorf 56, Grabhügel  | Rund, kräftig gewölbt, Durchmesser ca. 10 Meter und Höhe ca. 1,10 Meter. Am Nord-Rand durch alte Sandgrube angegraben. | 32209762 | BW   |
| 53° 8′ 4″ N, 10° 31′ 22″ O  | Hohnstorf 57, Grabhügel  | Rund, kräftig gewölbt, Durchmesser ca. 10 Meter und Höhe noch 1,10 Meter, in der Mitte ausgegraben, Erdring ist stehengeblieben. | 32209855 | BW   |
| 53° 8′ 4″ N, 10° 31′ 22″ O  | Hohnstorf 58, Grabhügel  | Rund, kräftig gewölbt, Durchmesser ca. 10 Meter und Höhe ca. 1,20 Meter, Eingrabung in der Hügelmitte. | 32209856 | BW   |
| 53° 8′ 4″ N, 10° 31′ 21″ O  | Hohnstorf 59, Grabhügel  | Rund, flach gewölbt, Durchmesser ca. 6 Meter und Höhe ca. 0,40 Meter, in der Mitte kleine Delle. | 32209884 | BW   |
| 53° 8′ 4″ N, 10° 31′ 22″ O  | Hohnstorf 60, Grabhügel  | Rund, flach gewölbt, Durchmesser ca. 8 Meter und Höhe ca. 0,70 Meter. Einige flache Dellen, sonst gut erhalten. | 32209885 | BW   |
| 53° 8′ 4″ N, 10° 31′ 23″ O  | Hohnstorf 61, Grabhügel  | Lang, flach gewölbt, deutlich abgesetzt (West-Ost gerichtet) Länge ca. 19 Meter, Breite ca. 9 Meter und Höhe ca. 0,70 Meter. | 32209979 | BW   |
| 53° 8′ 4″ N, 10° 31′ 24″ O  | Hohnstorf 62, Grabhügel  | Flach gewölbt, (Ost-West-Richtung ausgerichtet) Länge ca. 9 Meter, Breite ca. 8 Meter und Höhe ca. 0,50 Meter. Kopfgroßer Feldstein sichtbar. | 32210373 | BW   |
| 53° 8′ 4″ N, 10° 31′ 32″ O  | Hohnstorf 63, Grabhügel  | Rund, flach gewölbt, Dm. 16 m, H. 1 m. Oberfläche etwas eingesunken oder flache Eingrabungsdelle. An S-Seite vom Acker angeschnitten und beschädigt. Einige Feldsteine sichtbar (im S). Im N-Bereich 2 Schützenlöcher.                                                          | 32205112 | BW   |
| 53° 8′ 3″ N, 10° 31′ 25″ O  | Hohnstorf 64, Grabhügel  | Rund, flach gewölbt, deutlich abgesetzt, Durchmesser ca. 7,00 Meter und Höhe ca. 0,50 Meter, in der Kuppe flache Delle. | 32210374 | BW   |
| 53° 8′ 4″ N, 10° 31′ 21″ O  | Hohnstorf 65, Grabhügel  | Rund, flach gewölbt, Dm. 6,50 m, H. 0,15 m, hebt sich dann von der Umgebung ab. Hügel liegt ca. 4,00 m von der Gemarkungsgrenze entfernt. | 32210375 | BW   |
| 53° 8′ 2″ N, 10° 31′ 22″ O  | Hohnstorf 66, Grabhügel  | Rund, flach gewölbt, Durchmesser ca. 6 Meter und Höhe ca. 0,50 Meter, am West-Rand von Pfad überzogen. | 32210735 | BW   |
| 53° 8′ 2″ N, 10° 31′ 22″ O  | Hohnstorf 67, Grabhügel  | Rund, flach gewölbt, deutlich abgesetzt, Durchmesser ca. 7,00 Meter und Höhe ca. 0,60 Meter, gut erhalten, am äußeren Westrand von Pfad überzogen. | 32210736 | BW   |
| 53° 8′ 3″ N, 10° 31′ 22″ O  | Hohnstorf 68, Grabhügel  | Rund, flach gewölbt, Durchmesser ca. 7 Meter und Höhe ca. 0,65 Meter, gut abgesetzt. | 32210737 | BW   |
| 53° 8′ 2″ N, 10° 31′ 25″ O  | Hohnstorf 69, Grabhügel  | Flach gewölbt, Lang (Ost-West gerichtet) Länge ca. 14 Meter, Breite ca. 10 Meter und Höhe ca. 0,70 Meter, in der Mitte ein Loch. Ränder teils abgesetzt, teils auslaufend, mehrere Löcher.                                                                                      | 32209267 | BW   |
| 53° 8′ 2″ N, 10° 31′ 27″ O  | Hohnstorf 70, Grabhügel  | Oval, flach gewölbt. SW-NO gerichtet. L. 9,00 m, Br. 7,00 m, H. 0,40 m. Im NO Eingrabung (Dm. 1,20 m). Oberfläche stark unregelmäßig. | 32209268 | BW   |
| 53° 8′ 4″ N, 10° 31′ 25″ O  | Hohnstorf 71, Grabhügel  | Rund, flach gewölbt, Durchmesser ca. 5 Meter und Höher ca. 0,30 Meter, Oberfläche sehr unregelmäßig. | 32209269 | BW   |
| 53° 9′ 1″ N, 10° 31′ 34″ O  | Hohnstorf 72, Grabhügel  | Rund, kräftig gewölbt, Durchmesser ca. 19 Meter und Höhe ca. 1,80 Meter mit abgesetztem Rand. Großer Kaninchenbau, sonst unversehrt. Überpflügt und aufgeforstet? | 32207365 | BW   |
| 53° 9′ 1″ N, 10° 31′ 32″ O  | Hohnstorf 73, Grabhügel  | Rund, flach gewölbt, Durchmesser ca. 20 Meter und Höhe ca. 1,00 Meter, überpflügt und aufgeforstet. Mit abgeflachtem, abgesetzten Rand. In der Mitte große Eingrabungsdelle, am östlichen Rand davon ein überkopfgroßer Granitstein.                                            | 32209409 | BW   |
| 53° 8′ 57″ N, 10° 31′ 24″ O | Hohnstorf 74, Grabhügel  | Kräftig gewölbt, Durchmesser ca. 20 Meter und Höhe ca. 1,00 Meter, überpflügt und aufgeforstet. In der Mitte flache Eingrabungdelle. Hügelfuß im Osten und Südosten stark angegraben, ca. 1/5 zerstört. Auf und an der zerstörten Stelle fast 100 faust- bis eimergroße Steine. | 32207366 | BW   |
| 53° 8′ 55″ N, 10° 31′ 26″ O | Hohnstorf 75, Grabhügel  | Rund mit flach gewölbter Kuppe, Durchmesser ca. 7 Meter und Höhe ca. 0,25 Meter, überpflügt, flach auslaufender Rand. | 32207739 | BW   |
| 53° 9′ 1″ N, 10° 30′ 53″ O  | Hohnstorf 81, Grabhügel  | Rund, flach gewölbt, mittlerer Bereich vollständig ausgegraben. Größte Länge ca. 20 Meter, Breite ca. 16 Meter und Höhe ca. 0,80 Meter, oval, am südlichen Fuß ein Granitfels.                                                                                                  | 32207740 | BW   |
| 53° 8′ 36″ N, 10° 30′ 42″ O | Hohnstorf 85, Grabhügel  | Flach gewölbt. Dm. 16 m, H. ca. 0,60 m. Oberfläche durch Eingrabungen uneben. Kaninchenbau, darin eimergroßer Stein. SW-Bereich durch ehemalige Sandgrube abgetragen, abgesetzter Rand. Einige Granitblöcke und Lesesteine erkennbar.                                           | 32207741 | BW   |
| 53° 8′ 15″ N, 10° 31′ 20″ O | Hohnstorf 92, Grabhügel  | Überpflügt, Durchmesser ca. 9 Meter und Höhe ca. 0,30 Meter. | 32208125 | BW   |
| 53° 8′ 0″ N, 10° 31′ 33″ O  | Hohnstorf 93, Grabhügel  | Lang, flach gewölbt, (Nordwest-Südost gerichtet) Länge ca. 20 Meter, Breite ca. 13 Meter und Höhe ca. 0,50 – 1,10 Meter, Ränder laufen flach aus. | 32208126 | BW   |
| 53° 8′ 56″ N, 10° 31′ 23″ O | Hohnstorf 96, Grabhügel  | Flach gewölbter Hügelring, Dm. ca. 8 m, H. ca. 0,30 m, auslaufender Rand. In der Hügelmitte Kopfstich, darin Granitstein (L. 2,00 m, Br. 1,30 m). | 32208127 | BW   |
| 53° 8′ 53″ N, 10° 31′ 24″ O | Hohnstorf 97, Grabhügel  | Flach gewölbt, fast rund, überpflügt, Durchmesser ca. 13 Meter und Höhe ca. 0,60 Meter. | 32208747 | BW   |
| 53° 9′ 40″ N, 10° 33′ 12″ O | Hohnstorf 99, Grabhügel  | Oval, Dm. 12 m, H. ca. 1,00 m, Im Zentrum tiefer Kopfstich in ca. NO-SW-Richtung verlaufend, (L. ca. 5,00 m, Br. ca. 2,00 m). Tiefe: ca. 1,00 m. Zwei eimergroße Granitsteine im Zentrum. Granitstein im südl. Hügelrand. Im Randbereich vereinzelt Granitgrus.                 | 32208748 | BW   |
| 53° 9′ 54″ N, 10° 32′ 6″ O  | Hohnstorf 100, Grabhügel | Oval, Durchmesser ca. 19 × 21 Meter, Höhe im Ostbereich ca. 0,70 Meter, im Nordwestbereich bedingt durch Hanglage 1,70 Meter. Über dem Hügel verlaufender Grenzgraben. Am nordwestlichen Rand größere Störung, die Kuppe durch Grabenaushub rezent erhöht.                      | 32208749 | BW   |
| 53° 8′ 3″ N, 10° 31′ 23″ O  | Hohnstorf 104, Grabhügel | Flach gewölbt, rund, Ränder flach auslaufend, Durchmesser ca. 6 Meter und Höhe ca. 0,30 Meter, Oberfläche unregelmäßig. | 32209642 | BW   |
| 53° 8′ 4″ N, 10° 31′ 21″ O  | Hohnstorf 106, Grabhügel | Kräftig gewölbt, rund, Dm. 7,00 m, H. 0,80 m. Von Gmkgs.- und Eigentumsgrenze geschnitten. | 32209643 | BW   |
| 53° 8′ 10″ N, 10° 31′ 18″ O | Hohnstorf 112, Grabhügel | Rund, Durchmesser ca. 13 Meter und Höhe ca. 0,9 Meter mit Mulden, abgesetzt. Über den Ost-Rand läuft ein Holzrückeweg. | 32203531 | BW   |
| 53° 8′ 13″ N, 10° 31′ 16″ O | Hohnstorf 113, Grabhügel | Rund, Durchmesser ca. 10 Meter und Höhe nach Süden bis 0,7 Meter. Nach Osten auslaufend, sonst schwach abgesetzt. Flache Pflanzfurchen. | 32204770 | BW   |

### Hohnstorf 19
- ID:32205483 (denkmalatlas.niedersachsen.de)
- Grabhügelfeld

| Lage                        | Bezeichnung               | Beschreibung | ID       | Bild |
| --------------------------- | ------------------------- | --- | -------- | ---- |
| 53° 8′ 16″ N, 10° 31′ 27″ O | Hohnstorf 20              | Durchmesser ca. 11 Meter und Höhe bis 0,80 Meter. Nur Erdring des Hügelfußes erhalten. Innenfläche unregelmäßig gestaltet, Sand größtenteils abgefahren, Fläche wieder verwachsen. | 32208247 | BW   |
| 53° 8′ 18″ N, 10° 31′ 25″ O | Hohnstorf 21              | Kräftig gewölbt, Durchmesser ca. 22 Meter und Höhe ca. 1,30 Meter, in der Mitte eingesunken oder ausgegraben, flache Delle.                                                        | 32208248 | BW   |
| 53° 8′ 19″ N, 10° 31′ 27″ O | Hohnstorf 22              | Flach gewölbt, Durchmesser ca. 5 Meter und Höhe ca. 0,20 Meter. Stark von Kaninchen durchwühlt.                                                                                    | 32208381 | BW   |
| 53° 8′ 18″ N, 10° 31′ 28″ O | Hohnstorf 23              | Rund, deutlich abgesetzt, Durchmesser ca. 26 Meter und Höhe ca. 2 Meter. Mehrere flache Eingrabungsdellen. Tierbaue.                                                               | 32208382 | BW   |
| 53° 8′ 18″ N, 10° 31′ 29″ O | Hohnstorf 24              | Rund, flach gewölbt. Dm. 15,00 m, H. 0,80 m. Unbeschädigt. | 32208383 | BW   |
| 53° 8′ 18″ N, 10° 31′ 32″ O | Hohnstorf 25              | Rund, sehr flach gewölbt, Durchmesser ca. 12 Meter und Höhe ca. 0,40 Meter. | 32208623 | BW   |
| 53° 8′ 18″ N, 10° 31′ 33″ O | Hohnstorf 26              | Flach gewölbt. Dm. 15 – 16 m, H. 0,30 m. Im O durch Weg angeschnitten. | 32208624 | BW   |
| 53° 8′ 17″ N, 10° 31′ 31″ O | Hohnstorf 27              | Flach gewölbt, ebenmäßige Kuppe, Durchmesser ca. 8 Meter und Höhe ca. 0,40 Meter.                                                                                                  | 32208625 | BW   |
| 53° 8′ 16″ N, 10° 31′ 30″ O | Hohnstorf 28              | Kräftig gewölbt, Durchmesser ca. 23 Meter und Höhe ca. 1,30 Meter. Mehrere kleinere Gruben.                                                                                        | 32208891 | BW   |
| 53° 8′ 16″ N, 10° 31′ 32″ O | Hohnstorf 29              | Flach gewölbt, Durchmesser ca. 12 Meter und Höhe ca. 0,50 Meter. Durch Kaninchen stark beschädigt.                                                                                 | 32207020 | BW   |
| 53° 8′ 15″ N, 10° 31′ 31″ O | Hohnstorf 30              | Flach gewölbt, Durchmesser ca. 6 Meter und Höhe ca. 0,30 Meter. | 32207021 | BW   |
| 53° 8′ 15″ N, 10° 31′ 30″ O | Hohnstorf 31              | Flach gewölbt, Durchmesser ca. 5 Meter und Höhe ca. 0,20 Meter, Oberfläche nicht ganz gleichmäßig.                                                                                 | 32209351 | BW   |
| 53° 8′ 18″ N, 10° 31′ 30″ O | Hohnstorf 32              | Rund, flach gewölbt, Durchmesser ca. 7 Meter und Höhe ca. 0,30 Meter. | 32209352 | BW   |
| 53° 8′ 16″ N, 10° 31′ 28″ O | Hohnstorf 33              | Flach gewölbt, gleichmäßig, Durchmesser ca. 13 Meter und Höhe ca. 1,00 Meter mit einem Kopfstich, darin kopfgroßer Feldstein sichtbar.                                             | 32209353 | BW   |
| 53° 8′ 17″ N, 10° 31′ 30″ O | Hohnstorf 34              | Rund, flach gewölbt, Durchmesser ca. 6 Meter und Höhe ca. 0,30 Meter, Oberfläche etwas beschädigt.                                                                                 | 32209595 | BW   |
| 53° 8′ 16″ N, 10° 31′ 26″ O | Hohnstorf 35              | Flach gewölbt, deutlich abgesetzt, Durchmesser und Höhe unbekannt. | 32209596 | BW   |
| 53° 8′ 15″ N, 10° 31′ 27″ O | Hohnstorf 36              | Kräftig gewölbt, rund, Durchmesser ca. 19 Meter und Höhe ca. 1,10 Meter. Von Tierbauen stark durchwühlt, sonst wohl unbeschädigt.                                                  | 32209597 | BW   |
| 53° 8′ 17″ N, 10° 31′ 26″ O | Hohnstorf 37              | Rund, Durchmesser ca. 21 Meter und Höhe ca. 1,40 Meter. Oberfläche durch Eingrabungen stark beschädigt, sehr unregelmäßig.                                                         | 32209842 | BW   |
| 53° 8′ 17″ N, 10° 31′ 25″ O | Hohnstorf 38              | Rund, flach gewölbt, Durchmesser ca. 13 Meter und Höhe ca. 0,70 Meter. Kaninchenlöcher, sonst wohl unbeschädigt.                                                                   | 32209843 | BW   |
| 53° 8′ 16″ N, 10° 31′ 25″ O | Hohnstorf 39              | Rund, flach gewölbt, deutlich abgesetzt, Durchmesser ca. 19 Meter und Höhe ca. 1,10 Meter, Kaninchenbau, sonst unbeschädigt.                                                       | 32209844 | BW   |
| 53° 8′ 16″ N, 10° 31′ 24″ O | Hohnstorf 40              | Linsenartig, flach gewölbt, Ränder flach auslaufend, Durchmesser ca. 13 Meter und Höhe ca. 0,30 Meter.                                                                             | 32209961 | BW   |
| 53° 8′ 15″ N, 10° 31′ 26″ O | Hohnstorf 41              | Sehr flach gewölbt, Ränder flach auslaufend, Durchmesser ca. 4 Meter und Höhe ca. 0,20 Meter. Im Südwesten durch Wegerinne angeschnitten, im Osten von Rückespur beschädigt.       | 32209962 | BW   |
| 53° 8′ 17″ N, 10° 31′ 23″ O | Hohnstorf 42              | Rund, Durchmesser ca. 25 Meter und Höhe ca. 1,90 Meter, Oberfläche abgeflacht, stark durchwühlt.                                                                                   | 32209963 | BW   |
| 53° 8′ 18″ N, 10° 31′ 20″ O | Hohnstorf 43              | Rund, flach gewölbt, Durchmesser ca. 13 Meter und Höhe ca. 0,50 Meter, auf West-Seite angegraben bzw. durch Weg angeschnitten.                                                     | 32210466 | BW   |
| 53° 8′ 17″ N, 10° 31′ 31″ O | Hohnstorf 90              | Unregelmäßige, Durchmesser ca. 5 Meter und Höhe ca. 0,2 Meter. | 32209410 | BW   |
| 53° 8′ 15″ N, 10° 31′ 29″ O | Hohnstorf 91              | Durchmesser ca. Meter und Höhe ca. 0,2 Meter. | 32209411 | BW   |
| 53° 8′ 17″ N, 10° 31′ 22″ O | Hohnstorf 110, Wegespuren | | 32209644 | BW   |

## Niendorf
| Lage                         | Bezeichnung            | Beschreibung | ID       | Bild |
| ---------------------------- | ---------------------- | --- | -------- | ---- |
| 53° 10′ 56″ N, 10° 29′ 21″ O | Niendorf 6, Grabhügel  | Durch Anlegen eines Schützenloches stark gestört. | 32205981 | BW   |
| 53° 10′ 38″ N, 10° 29′ 34″ O | Niendorf 8, Grabhügel  | Kräftig gewölbt mit flach auslaufenden Rändern, Durchmesser ca. 13 Meter und Höhe ca. 0,80 Meter mit Mulde im Zentrum, keine Steinbedeckung erkennbar, am West-Rand leicht überpflügt.              | 32209896 | BW   |
| 53° 10′ 23″ N, 10° 29′ 14″ O | Niendorf 9, Grabhügel  | Flach gewölbt mit flach auslaufendem Rand im Durchmesser ca. 11 Meter und Höhe ca. 0,80 Meter, Oberfläche unregelmäßig, verwachsene Durchwühlung.                                                   | 32205983 | BW   |
| 53° 10′ 17″ N, 10° 29′ 23″ O | Niendorf 10, Grabhügel | Sehr flach gewölbt, Durchmesser ca. 8 Meter und Höhe ca. 0,35 Meter, Oberfläche durch einige flache Dellen gestört.                                                                                 | 32209897 | BW   |
| 53° 10′ 18″ N, 10° 29′ 24″ O | Niendorf 11, Grabhügel | Kräftig gewölbt, Durchmesser ca. 11 Meter und Höhe ca. 1,00 Meter mit Kopfstich und einigen faust- bis kopfgroße Steinen.                                                                           | 32209898 | BW   |
| 53° 10′ 17″ N, 10° 29′ 26″ O | Niendorf 12, Grabhügel | Flach gewölbt, Durchmesser ca. 9,00 Meter und Höhe ca. 0,60 Meter, tiefe Rinnen überziehen den Hügel.                                                                                               | 32210035 | BW   |
| 53° 10′ 17″ N, 10° 29′ 28″ O | Niendorf 13, Grabhügel | Kräftig gewölbt, Durchmesser ca. 16 Meter und Höhe ca. 1,30 Meter mit Kopfstich, am West-Rand eine Eingrabung.                                                                                      | 32210036 | BW   |
| 53° 10′ 24″ N, 10° 30′ 13″ O | Niendorf 14, Grabhügel | Flach, rund, Dm. 11,00 m, H. 0,35 m, Mulde (Kopfstich) in Hügelmitte Dm. 1,50 m, T. 0,36 m, Eingrabung am NO-Rand.                                                                                  | 32205725 | BW   |
| 53° 9′ 47″ N, 10° 30′ 45″ O  | Niendorf 15, Grabhügel | Oval, kräftig gewölbt (Ost-West gerichtet), Länge ca. 11 Meter, Breite 8 Meter und Höhe ca. 0,4 Meter; am Nordost-Rand eine Mulde.                                                                  | 32203929 | BW   |
| 53° 9′ 46″ N, 10° 30′ 50″ O  | Niendorf 16, Grabhügel | Kräftig gewölbt, runde, Durchmesser ca. 8 Meter und Höhe ca. 0,60 Meter mit unregelmäßiger Oberfläche, Wildwechsel läuft über den Hügel.                                                            | 32210037 | BW   |
| 53° 9′ 47″ N, 10° 30′ 51″ O  | Niendorf 17, Grabhügel | Oval, flach, (Ost-West-Richtung), Länge ca. 13 Meter, Breite ca. 10 Meter und Höhe ca. 0,50 Meter, Oberfläche unregelmäßig, der Nord-Ost Rand leicht von Waldweg geschnitten, 2 mittlere Findlinge. | 32210410 | BW   |
| 53° 9′ 45″ N, 10° 30′ 49″ O  | Niendorf 18, Grabhügel | Sehr flach, rund, Dm. 8,00 m, H. 0,20 m, einige flache Eintiefungen. | 32210411 | BW   |
| 53° 10′ 17″ N, 10° 29′ 22″ O | Niendorf 19, Grabhügel | Kräftig gewölbt, gut abgesetzt, Durchmesser ca. 15 Meter und Höhe ca. 1,20 Meter. | 32210412 | BW   |
| 53° 10′ 18″ N, 10° 29′ 20″ O | Niendorf 20, Grabhügel | Kräftig gewölbt, gut abgesetzt, Durchmesser ca. 15 Meter und Höhe ca. 1,20 Meter, in Hügelmitte gegrabenes Loch.                                                                                    | 32210654 | BW   |
| 53° 10′ 37″ N, 10° 29′ 40″ O | Niendorf 21, Grabhügel | Flach gewölbt mit ehemaligem Durchmesser ca. 12 Meter, zur Hälfte beim Anlegen eines Weges im Ost-Bereich abgetragen, Höhe ca. 0,50 Meter. Keine Steinbedeckung erkennbar.                          | 32210655 | BW   |
| 53° 10′ 37″ N, 10° 29′ 40″ O | Niendorf 22, Grabhügel | Kräftig gewölbt, Durchmesser ca. 7 Meter und Höhe ca. 0,50 Meter mit einem Kopfstich, auf der Oberfläche einige kopf- bis eimergroße Steine.                                                        | 32210656 | BW   |
| 53° 10′ 37″ N, 10° 29′ 38″ O | Niendorf 23, Grabhügel | Kräftig gewölbt, Dm. 6,00 m, H. 0,50 m, unversehrt. | 32208936 | BW   |
| 53° 10′ 37″ N, 10° 29′ 37″ O | Niendorf 24, Grabhügel | Kräftig gewölbt, Dm. 5,00 m, H. 0,50 m, Kopfstich, sonst unversehrt, keine Steinbedeckung erkennbar.                                                                                                | 32208937 | BW   |
| 53° 10′ 36″ N, 10° 29′ 36″ O | Niendorf 25, Grabhügel | Kräftig gewölbt, Dm. 7,50 m, H. 0,55 m, Kopfstich, überpflügt, keine Steinbedeckung erkennbar. | 32208938 | BW   |

## Rieste
| Lage                        | Bezeichnung                                 | Beschreibung | ID       | Bild |
| --------------------------- | ------------------------------------------- | --- | -------- | ---- |
| 53° 6′ 24″ N, 10° 28′ 15″ O | Rieste 49, Grabhügel                        | Ganz schwache linsenartige Erhebung, Durchmesser ca. 5 Meter und Höhe 20 cm. Im Ostbereich durch Feldweg angeschnitten.                                                | 32206735 | BW   |
| 53° 6′ 22″ N, 10° 28′ 14″ O | Rieste 50, Grabhügel (Hinter dem Hobenberg) | Durchmesser ca. 20 Meter und Höhe ca. 1,40 Meter mit abgesetztem Rand.                                                                                                 | 32209464 | BW   |
| 53° 6′ 34″ N, 10° 25′ 56″ O | Rieste 71, Großsteingrab                    | Dm. 22 m, H. noch 1,80 m. In der Mitte großes Loch, Steinkammer ausgehoben. Durch Weg im Norden etwa 1/3 abgeschnitten. In der Nähe am Wege einige größere Feldsteine. | 32203749 | BW   |
| 53° 7′ 2″ N, 10° 27′ 36″ O  | Rieste 81, Grabhügel                        | Durchmesser ca. 22 Meter und Höhe ca. 1,90 Meter. An der Nord-Seite ca. 1/3 weggegraben. Dicht dahinter alte Eingrabung, dahinter aufrechter Findling.                 | 32203149 | BW   |
| 53° 7′ 5″ N, 10° 27′ 40″ O  | Rieste 82, Grabhügel                        | Hochgewölbt, Durchmesser ca. 18 Meter und Höhe ca. 1,60 Meter, Rand abgesetzt, Kopfstich.                                                                              | 32203150 | BW   |
| 53° 7′ 5″ N, 10° 27′ 37″ O  | Rieste 83, Grabhügel                        | Gleichmäßig hochgewölbt, rund, Rand abgesetzt, Durchmesser ca. 17 Meter und Höhe ca. 1,65 Meter.                                                                       | 32203750 | BW   |

### Rieste 1 (Katörnsberg)
ID:32206734
1893 waren hier noch 65 Grabhügel erhalten; um 1900 noch 17, zum großen Teil nur schlecht erhalten. Heute sind nur noch die Hügel FStNr. 20 und 22 im Wald obertägig erhalten.

| Lage                        | Bezeichnung          | Beschreibung | ID       | Bild |
| --------------------------- | -------------------- | --- | -------- | ---- |
| 53° 6′ 42″ N, 10° 27′ 44″ O | Rieste 20, Grabhügel | Am S-Ende eines Hochackerfeldes. Dm. 14 m, H. noch 0,30 m. Kuppe abgeflacht, Rand auslaufend.                                    | 32203148 | BW   |
| 53° 6′ 45″ N, 10° 27′ 45″ O | Rieste 22, Grabhügel | Fast rund, Durchmesser ca. 7 Meter und Höhe ca. 0,3 Meter mit auslaufendem Rand, abgeflachte Kuppe, mit Pflanzfurchen überzogen. | 32206609 | BW   |

## Wichmannsburg
| Lage                        | Bezeichnung                 | Beschreibung | ID       | Bild |
| --------------------------- | --------------------------- | --- | -------- | ---- |
| 53° 8′ 3″ N, 10° 31′ 20″ O  | Wichmannsburg 12, Grabhügel | Flach gewölbt, Lang in Nordnordwest-Südsüdost-Richtung, Länge ca. 5 Meter, Breite ca. 4 Meter und Höhe ca. 0,25 Meter.          | 32203751 | BW   |
| 53° 8′ 2″ N, 10° 31′ 22″ O  | Wichmannsburg 13, Grabhügel | Flach gewölbt, deutlich abgesetzt, Durchmesser ca. 11 Meter und Höhe ca. 1 Meter, Oberfläche durch zahlreiche Tierbaue gestört. | 32203892 | BW   |
| 53° 7′ 59″ N, 10° 31′ 24″ O | Wichmannsburg 19, Grabhügel | Annähernd runder, Durchmesser ca. 10 Meter und Höhe von ca. 0,7 Meter.                                                          | 32206107 | BW   |

## Wulfstorf
| Lage                         | Bezeichnung            | Beschreibung | ID       | Bild |
| ---------------------------- | ---------------------- | --- | -------- | ---- |
| 53° 11′ 53″ N, 10° 30′ 33″ O | Wulfstorf 1, Grabhügel | Deutlich abgesetzt, Durchmesser ca. 9 Meter und Höhe ca. 0,5 Meter, Form stark verwaschen, Oberfläche unregelmäßig, alte Eingrabungen, Fahrrillen und Tierbaue sichtbar, Steine eines Steinkranzes fühlbar.      | 32206984 | BW   |
| 53° 11′ 2″ N, 10° 31′ 39″ O  | Wulfstorf 2, Grabhügel | Flach, rund, Durchmesser ca. 11 Meter und Höhe ca. 0,70 Meter, Oberfläche unregelmäßig, am West-Rand von grabenartiger Vertiefung überzogen, am Ost-Rand eine Eintiefung.                                        | 32209465 | BW   |
| 53° 11′ 1″ N, 10° 31′ 39″ O  | Wulfstorf 3, Grabhügel | Sehr flach, wahrscheinlich auseinandergerissen im Durchmesser ca. 14 Meter und Höhe ca. 0,35 Meter mit unregelmäßiger Oberfläche, Hügelmitte und Eintiefung.                                                     | 32209466 | BW   |
| 53° 10′ 37″ N, 10° 32′ 19″ O | Wulfstorf 4, Grabhügel | Durchmesser ca. 12 Meter und Höhe ca. 0,6 Meter, mit Grenzgraben über den östlichen Hügelrand, Oberfläche gestört. Nordrand durch alten Weg angeschnitten, nach Süden und Westen in natürlichen Hang übergehend. | 32209710 | BW   |